# Thamir bin Sa'ud Al Sa'ud
Thāmir bin Saʿūd Āl Saʿūd (in arabo ثامر بن سعود بن عبد العزيز آل سعود‎?; Ta'if, 1927 – Il Cairo, 1967) è stato un principe e militare saudita, membro della famiglia reale Āl Saʿūd.

## Biografia
Il principe Thamir è nato a Ta'if nel 1927 ed era il decimo figlio di re Sa'ud. Sua madre era Jamila bint Assad bin Ibrahim al-Mirhi. Ha frequentato le scuole elementari nella città natale, le medie a Riad e le superiori a Gerusalemme. Nel 1949, ha conseguito una laurea presso l'Università di Stanford.
Nel 1950, ha assunto la carica di capo della Guardia nazionale nella provincia di al-Qasim, in tal veste ha collaborato con l'allora comandante nazionale, il principe Sa'd bin Sa'ud. Nella provincia ha aperto due nuove basi e acquistato 67 tank di produzione britannica, consegnandone alcuni al comando generale di Riyad. Ha anche comprato e consegnato al ministero della difesa e dell'aviazione sei aerei Dakota. Dal 1960, ha aiutato il principe Abd Allah bin Abd al-Aziz Al Sa'ud nello sviluppo e nell'espansione della forza armata e nell'anno successivo ha ampliato le due basi da lui fondate grazie anche ad esperti della capitale e all'istituzione di scuole di formazione militare.
Thamir bin Sa'ud è morto a Il Cairo nel 1967 per un attacco cardiaco, destando profonda commozione nel padre. Dopo le preghiere funebri, tenutesi nella moschea Imam Turki bin Abd Allah di Riyad, la salma è stata sepolta nel cimitero al-'Ud della città.

## Vita personale
Il principe era sposato con Al Anoud bint Sa'ud bin Abd Allah bin Sa'ud bin Faysal Al Sa'ud e aveva quattro figli: Khalid, Faysal, Turki e Bandar.